# Jens Zemke
Jens Zemke (* 17. Oktober 1966 in Wiesbaden) ist ein ehemaliger Radrennfahrer, der heute als Sportlicher Leiter tätig ist.

## Werdegang
Jens Zemke wurde 1989 und 1992 deutscher Meister im Mannschaftszeitfahren. Dreimal – 1997, 1998 und 1999 – wurde Zemke deutscher Bergmeister. 1998 wurde er Gesamtwertungssieger der erstmals ausgetragenen Hessen-Rundfahrt und Sieger des Eintagesrennens Rund um die Nürnberger Altstadt. Als Amateur startete er für den Verein RC Olympia Dortmund.
Nach seinem Rücktritt vom aktiven Radsport im Jahr 2001 wurde Zemke Sportlicher Leiter bei verschiedenen Radsportteams, so beim Cervélo TestTeam und bei HTC Highroad Women. Von der Saison 2012 an betreute er zudem die südafrikanische Mannschaft MTN Qhubeka, dem späteren UCI WorldTeam Dimension Data. Nach fünf Jahren bei dieser Mannschaft wechselte er zur Saison 2017 in dieselbe Funktion zum deutschen Team Bora-hansgrohe und war Teamleiter von Jai Hindley bei dessen Gesamtsieg des Giro d’Italia 2022. Bis Mitte 2023 war Zemke zudem Nationaltrainer beim BDR. Ende 2023 verließ Zemke Bora-hansgrohe und wechselte 2024 als Sportlicher Leiter zum Schweizer Team Q36.5 Pro Cycling Team, für das er seitdem tätig ist. Zemke übernahm Mitte 2025 das Amt des Radsport-Bundestrainers und Sportlichen Leiters der Profis bei German Cycling, nachdem André Greipel dieses zuvor niederlegt hatte.